# Торино Эспозициони
Палаццо делла Мода э Торино Эспозициони (итал. Palazzo della Moda e Torino Esposizioni) — конференц-центр и выставочный зал, расположенный в городе Турин (Италия). Здание было построено в 1938 году по проекту архитектора Этторе Соттсасса в сотрудничестве с Пьером Луиджи Нерви. Оно располагается на улице Массимо д’Адзельо в туринском квартале Сан-Сальварио. 

## История
В 1936 году город объявил тендер на строительство места для проведения выставок мод в парке Валентино. Архитектор Трентино Этторе Соттсасс-старший (1882-1953) выиграл тендер вместе с компаниями Феррарис и Беллардо. Проект, завершенный в 1938 году, предусматривает расположение четырех зданий, расположенных вокруг прямоугольного сада. В северном конце, рядом со входом в портик из стеклянных блоков, в застекленном цилиндрическом объеме находится ресторан, а на юге комплекс завершает театр под открытым небом. После войны сооружение претерпело несколько преобразований, начиная с замены в 1948 году центрального павильона апсидным залом, спроектированным Карло Бискаретти ди Руффиа (1879-1959) и покрытым тонкой самонесущей конструкцией в сборных сводах, спроектированных архитектором инженер Пьер Луиджи Нерви (1891–1979). В 1950 году новый павильон, названный в честь Джованни Аньелли, был расширен и занял весь сад. Сам Нерви позже добавил прямоугольный павильон на Виа Петрарка с ребристым сводом, опирающимся на четыре большие арки. Вместо этого в 1960 году Риккардо Моранди спроектировал рядом с северным концом подземный зал, состоящий из вытянутого свода без промежуточных опор, переплетенных между собой тонкими предварительно напряженными железобетонными конструкциями. Дальнейшие изменения комплекса почти радикально изменили первоначальный проект Соттсасса. С 1989 года выставочная деятельность переместилась в Линготто: часть комплекса является учебным центром Туринского университета, а часть павильона Джованни Аньелли до 2001 года использовалась как каток. По случаю зимних Олимпийских игр 2006 года в Турине Эспозициони располагалась хоккейная площадка.

## Взрывы
Палаццо делла Мода, в котором находится штаб-квартира организации «Мода» и ее склады, пострадал от ночных бомбардировок, осуществленных ВВС Великобритании бомбами большого и очень большого калибра в ночь на 8 ноября 1942 года [данные предоставлены архивным источником , но бомбежек в этот день не было] и 13 июля 1943 года. В результате бомбардировок были серьезно повреждены кровельное покрытие и повреждены оконные рамы из-за зажигательной бомбы.

## Зимние Олимпийские игры 2006[1]
«Торино Эспозициони» был преобразованный во временный каток, чтобы принять у себя ряд матчей хоккейного турнира зимних Олимпийских игр 2006 года, наряду с Паласпортом Олимпико. Временная арена вмещала 4 320 зрителей.
После завершения Олимпийских игр Торино Эспозициони вновь стал выполнять функцию конференц-центра и выставочного зала.